# Luís de Queirós
Luís Vicente de Sousa Queirós (São Paulo, 12 de junho de 1849 — 11 de junho de 1898) foi um proprietário de terras, agrônomo e empresário brasileiro.
Foi o idealizador da Escola Superior de Agricultura Luiz de Queiroz (ESALQ), hoje pertencente à Universidade de São Paulo.

## Biografia
Luís Vicente nasceu na capital paulista, em 1849. Era o quinto entre os quinze filhos de Vicente de Sousa Queirós, o Barão de Limeira, e de Francisca de Paula Souza, sua prima. Era neto do brigadeiro Luís António de Sousa Queirós, um dos maiores proprietário de terras da província de São Paulo, conhecido normalmente como "Brigadeiro Luís Antônio", e de Genebra Pais de Barros Leite.
Em 1857, com apenas 8 anos, Luis Vicente foi enviado para estudar na Europa, junto de um de seus irmãos. Permaneceu no continente europeu por 16 anos, tendo cursado as Escolas de Agricultura de Grignon, na França, e a de Zurique, na Suíça alemã. Retornaria ao Brasil em 1873, com 24 anos, tendo herdado do pai a fazenda Engenho d’Água, na antiga Vila de Constituição, hoje a cidade de Piracicaba. No final da década de 1870 trabalhou na construção de seu palacete em estilo parisiense, próximo ao salto do rio Piracicaba, que ele viria a habitar após o casamento com Ermelinda Ottoni (21 de março de 1856 — 7 de abril de 1936), filha do conselheiro e senador do Império, Cristiano Benedito Ottoni e de Bárbara de Barros Ottoni, mas o casal não teve filhos.
Empresário e político, sua primeira iniciativa empresarial foi a tecelagem "Fábrica de Tecidos Santa Francisca", nome dado em homenagem à sua mãe, uma tecelagem de algodão, aproveitando parte das águas do salto do rio Piracicaba como potencial hidráulico para mover suas máquinas, construída em 1874. Com 50 teares importados, a fábrica, logo de início, empregava 70 operários, tendo a capacidade produtiva de 2 400 metros de tecido por dia. Em pouco tempo, com a fazenda fornecendo o algodão e a fábrica produzindo tecidos, alcançou considerável fortuna. O maquinário da usina gerava energia para a fábrica e possibilitou a iluminação pública na região, muito antes da capital paulista. Seu nome também é vinculado às primeiras experiências com telefonia, em 1882, e à arborização na cidade de Piracicaba.
Luis Vicente também era membro do Partido Republicano e presidiu a comissão abolicionista de Piracicaba. Suas ideias de abolir a escravidão em “curto prazo” entraram em choque com a fração conservadora da classe dominante local, já que o modelo de trabalho livre introduzido em sua empresa chocava-se com a velha cultura agrária e escravocrata da época. Entre outros membros do partido também ocorreram atritos semelhantes, em especial entre as duas lideranças republicanas de Piracicaba. De um lado estava Luis Vicente, defensor da abolição imediata do trabalho servil e, do outro, Prudente de Moraes, que era a favor da emancipação gradual e com indenização aos proprietários dos escravizados. Luis foi obrigado a manter guardas permanentes zelando por seu patrimônio, a fábrica de tecidos Santa Francisca e o palacete de residência da família nos dias que anteceram à abolição da escravatura.
Após a abolição, sob o pretexto de uma viagem de férias, Luís Vicente embarcou para a Europa. Ele foi fortemente influenciado pelo ideal europeu de civilização como modelo para a sociedade brasileira, pautada na revolução técnicocientifica de maneira a superar os desafios dos novos tempos. Ao retornar para o Brasil, ele entendia que a civilização tinha que se basear na educação e mobilizou esforços de maneira a introduzir a racionalização científica da agricultura.

## A Esalq
Os preceitos apreendidos por Luis Vicente na Europa o levara a idealizar a construção de uma escola em Piracicaba, com objetivo de difundir o conhecimento agrícola em meio aos lavradores e treinar mão-de-obra rural qualificada, o que levaria a um aumento na produção do campo e a um fortalecimento da economia nacional.
Neste período de pós-emanciapação, a economia cafeeira se transformou e o estado de São Paulo, principal exportador do gênero, começou a tentar a implantar iniciativas tecnológicas de maneira a aumentar a produção, a exportação e as relações de trabalho. O que se tentava na época era a ampliação de estradas, introdução de maquinário de beneficiar o café, abertura de estradas de ferro ligando o interior ao porto em Santos, a utilização do navio a vapor e o processo de disciplinarização do meio urbano com o surgimento de novas cidades. É neste contexto que também se ampliam as primeiras instituições de ensino no Brasil, pois sentiu-se a necessidade de formar quadros de profissionais qualificados para o sistema produtivo.
Em 1889, Luis Vicente arrematou em hasta pública, a Fazenda São João da Montanha, cuja propriedade, medindo 319 hectares, que pertencia a João Florêncio da Rocha. A fazenda tinha plantação de cana-de-açúcar, vários engenhos antigos e dois engenhos centrais.
A influência da escola francesa sobre Luis Vicente deve ser ressaltada. A Revolução Industrial, as demandas de mercado por gêneros alimentícios e matérias-primas, o crescimento das cidades, tudo isso pressionava por uma maior eficiência do campo que deveria ser beneficiada através da modernização habilitada pelas técnicas científicas. Luis Vicente já vinha tentando criar mão-de-obra qualificada antes da compra da fazenda. Em 1881, ele pretendeu instalar um estabelecimento para o treinamento de mão-de-obra rural nos fundos de sua residência, fechando o terreno situado entre seu palacete e a serraria. A Câmara Municipal, por sua vez, negou-lhe o pedido.
Em 1891, Luis viajou para os Estados Unidos e para a Europa, a fim de procurar um projeto de edificação para sua escola agrícola na fazenda e para pesquisar a compra de materiais essenciais para a instalação de sua usina hidrelétrica e da rede de iluminação para a cidade. Ele então encomendou ao arquiteto Alfred BlandFord Hutchings, em Londres, o projeto da planta geral para erguer em Piracicaba a escola que tinha idealizado. O arquiteto projetou um edifício-sede para a escola e o internato, com aproximadamente 120 apartamentos individuais para acomodar os estudantes. No mesmo ano, contratou o professor de agricultura do Michigan Agricultural College, Eugene Davenport, para exercer por um ano o cargo de diretor.
Luis não contava com as mudanças cambiais e o encarecimento do frete de Santos para o interior paulista, o que reduziu seu capital e o levou a pedir auxílio ao governo do estado. O pedido de ajuda, entretanto, foi negado pelo legislativo e mesmo com a ajuda da família, as despesas da nova escola eram muito altas. O projeto de Luis foi ameaçado pelas dificuldades financeiras devido aos altos custos e pela dependência de repasses do governo.
Temendo perder todo o investimento e um ano inteiro de trabalho, Luis começou uma campanha em meio à opinião pública sobre a importância de seu projeto e, enfim, obteve “socorro” do estado com todo o empreendimento. Por uma série de negociações, ele transferiu a fazenda São João da Montanha ao poder público, em 1892, com a condição de que nela fosse construída, no prazo máximo de 10 anos, a escola de agronomia para a educação profissional dos que se destinassem à lavoura. Se a escola não fosse construída no estipulado prazo, a propriedade voltaria para suas mãos ou de sua família.
Em 3 de junho de 1901, após quase três anos da morte de Luis Vicente, foi inaugurada a Escola Agrícola Prática de Piracicaba. O decreto de transferência é de 17 de novembro de 1892, e sua cláusula 2 concedia ao proprietário indenização relativa às benfeitorias e custos de manutenção da propriedade. O governador Bernardino de Campos aceitou a doação condicional, ressaltando que não poderia desperdiçar o esforço e sacrifício da iniciativa privada em benefício da agricultura, base da riqueza e da prosperidade do estado.

## Últimos anos
Dois anos depois de seu acordo com o governo paulista, em 1894, Luis se desfez da maioria de suas posses em Piracicaba e mudouse para a cidade de São Paulo, acompanhando de longe os desdobramentos de construção da escola agronômica e publicando artigos na Revista Agrícola. A revista era um órgão da sociedade pastoril e agrícola, em 1895, ano de sua fundação e era organizada pelos médicos Luís Pereira Barreto, Carlos Botelho e Domingos Jaguaribe.
Em seus artigos é possível notar sua preocupação em passar informações úteis para o cotidiano dos lavradores. Luis escreveu artigos como “Maneira prática e econômica de plantar forragens em grande extensão de terreno”, “Maneira Racional de dar sal ao gado”, “Que idade deve ser castrado o touro”, “Eucalyptus e as febres paludosas”, “Conservação dos Ovos”, “Apelo ao Governo e às Câmaras Municipais – destruição das matas”, entre outros.

## Morte
Luis não viu a concretização de sua escola de agricultura. Ele morreu na capital paulista, em 11 de junho de 1898, aos 48 anos. Acredita-se que as perdas da riqueza da família e a negligência do estado para a construção de sua escola o levaram à depressão e à morte prematura. Ele foi sepultado no dia 12 de junho, dia em que completaria 49 anos de idade, no Cemitério da Consolação, no jazigo dos Barões de Limeira, à Rua 8, sepultura 38 e 39.
Os restos mortais do casal Queirós foram transferidos para Piracicaba em 1964 e foram sepultados de frente ao edifício central da ESALQ, onde foi construído um mausoléu com a inscrição “A Luiz Vicente de Souza Queiroz, o Teu monumento é a tua escola”.
A “Escola Agrícola Prática de Piracicaba” foi inaugurada oficialmente em maio de 1901, após nove anos do termo de doação, sem as edificações previstas, como o internato. Mas é provável que o governo tenha terminado as edificações principais devido ao termo do de doação que previa o retorno da propriedade à família Queirós em dez anos caso a escola não fosse construída.
Em 1931, a escola recebeu sua designação atual: Escola Superior de Agricultura “Luiz de Queiroz” (ESALQ), em homenagem a seu idealizador. Em 1934, a escola deixou de ser responsabilidade da Secretaria de Agricultura do Estado de São Paulo, e passou a integrar a Universidade de São Paulo (USP).